# Großsteingräber bei Strehlow
Die Großsteingräber bei Strehlow sind fünf megalithische Grabanlagen der jungsteinzeitlichen Trichterbecherkultur bei Strehlow, einem Ortsteil der Gemeinde Hohenmocker im Landkreis Mecklenburgische Seenplatte (Mecklenburg-Vorpommern). Die Gräber 1–4 tragen die Sprockhoff-Nummern 564–567. Ewald Schuldt nennt noch ein fünftes Grab, das bei Sprockhoff nicht verzeichnet ist.

## Lage
Die Gräber befinden sich nordwestlich von Strehlow. Grab 1 liegt nördlich des Weges nach Leistenow. Die Gräber 2–5 liegen etwa 800 m südwestlich hiervon und bilden eine Gruppe. Die Gräber 2, 3 und 5 liegen ungefähr in einer nordost-südwestlich verlaufenden Linie. Die Gräber 2 und 3 sind 50 m voneinander entfernt, die Gräber 3 und 5 90 m. Grab 4 liegt etwa 80 m östlich von Grab 5.

## Beschreibung

### Grab 1
Grab 1 besitzt einen flachen Rollsteinhügel. Darin liegt eine nordwest-südöstlich orientierte Grabkammer, bei der es sich nach Schuldt um einen Großdolmen handelt. Die Kammer hat eine Länge von 5 m und eine Breite von 1,7 m. Sechs Wandsteine stehen in situ. Von den Decksteinen sind noch zwei erhalten. Einer liegt abgewälzt am südöstlichen Ende der Kammer, der zweite steht aufrecht im Nordwesten der Kammer.

### Grab 2
Bei Grab 2 handelt es sich ebenfalls um einen Großdolmen in einem Rollsteinhügel. Die Grabkammer ist ungefähr nord-südlich orientiert und hat eine Länge von 3 m sowie eine Breite von mindestens 1,5 m. Von der wohl dreijochigen Anlage stehen noch der südliche Abschlussstein, die beiden angrenzenden Wandsteine der östlichen sowie die beiden nördlichen Wandsteine der westlichen Langseite in situ. Nur noch ein Deckstein ist vorhanden, er liegt verstürzt im Inneren der Kammer.

### Grab 3
Auch Grab 3 ist ein Großdolmen mit Rollsteinhügel. Die Grabkammer ist nordwest-südöstlich orientiert und hat eine Länge von 4 m sowie eine Breite von 2 m. Auch dieses Grab ist wohl dreijochig. Der nordwestliche Abschlussstein steht noch in situ, ebenso die drei Wandsteine der südwestlichen Langseite sowie die beiden nordwestlichen Wandsteine der nordöstlichen Langseite, der südöstliche ist in die Kammer verschoben. Der südöstliche Abschlussstein fehlt. Die drei Decksteine sind ins Innere der Kammer gerutscht.

### Grab 4
Bei Grab 4 handelt es sich um einen Urdolmen in einem Rollsteinhügel. Die Grabkammer ist nordost-südwestlich orientiert und hat eine Länge von 2 m sowie eine Breite von 0,8 m. In situ erhalten sind der nordöstliche Abschlussstein und der liegende Wandstein der südöstlichen Langseite. Weiterhin ist noch ein Sprengstück eines Wandsteins vorhanden. Die Deckplatte ist abgewälzt. Sie hat eine Länge von 2,4 m und eine Breite von 1,1 m.

### Grab 5
Über Grab 5 liegen keine näheren Informationen vor. Es sind noch mehrere Steine vorhanden, die wohl zur Grabkammer gehören. Der genaue Grabtyp ist unbekannt.